# Sarayburnu
Sarayburnu (significa Cabo del Serrallo en español) es un promontorio que separa el Cuerno de Oro del Mar de Mármara en el distrito de  Fatih,  en la ciudad de Estambul, Turquía. El Sarayburnu se encuentra ubicado al Este de la península de Estambul, en lo que era la antigua Constantinopla y es una de las siete colinas sobre las cuales se fundó la ciudad. En su cima se encuentra ubicado el conocido Palacio de Topkapı y el Parque Gülhane. Sarayburnu forma parte de las zonas históricas de Estambul, incluidas en la lista de Patrimonio de la Humanidad de la Unesco en 1985.

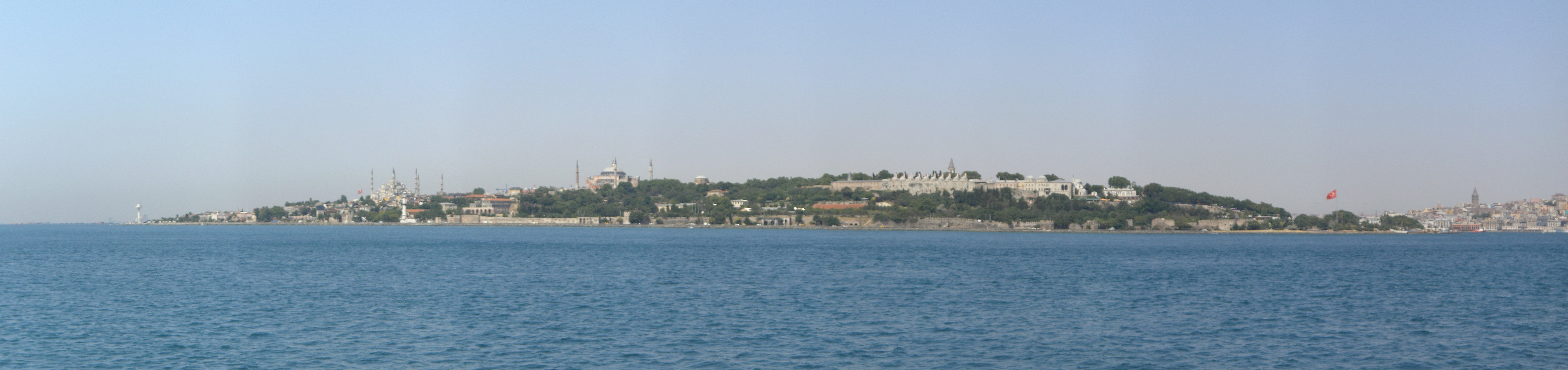
De izquierda a derecha: la Mezquita Azul, la Iglesia de Santa Sofía, el Sarayburnu con el Palacio de Topkapı y las Murallas, y la Torre de Gálata al otro lado del Cuerno de Oro.

## Historia
El primer asentamiento en Sarayburnu, llamado Lygos (en griego, Λυγος), fue fundado por tribus tracias entre los siglos XIII a. C. y el XI a. C., junto con la vecina Semistra, mencionados por Plinio el Viejo en sus crónicas históricas. Sólo quedan algunas murallas y estructuras de la antigua Lygos, cerca del lugar donde se levanta el Palacio de Topkapı. Durante la época bizantina, la acrópolis se encontraba en el lugar que ocupa el Palacio actual.
En 667 a. C., los antiguos pobladores griegos de Megara (cerca de Atenas), por orden del rey Byzas, fundaron Bizancio en Sarayburnu. Anteriormente, en 685 a. C., los pobladores de Megara ya se habían establecido en Calcedón (el actual Kadıköy), en la costa anatolia, al otro lado del Bósforo. De hecho, los asentamientos más antiguos de Estambul se encuentran en la parte anatolia de la ciudad, como el túmulo de Fikirtepe, de la Edad de Bronce, cuyos restos se remontan a entre el 5500 y el 3500 a. C. En el cercano Kadıköy, se ha descubierto un gran asentamiento portuario de la época de los fenicios (anterior al asentamiento griego de Bizancio).
En la antigüedad, existían dos puertos naturales en la zona cercana a Sarayburnu, donde se encuentran los actuales barrios de Sirkeci y Eminönü (los puertos de Prosphorion y Neorion, que se adentraban en la costa del Cuerno de Oro). Por ello, el cabo de Sarayburnu era más destacado que en la actualidad. Posteriormente, la zona se convirtió en el punto de convergencia de la muralla del Cuerno de Oro y el Mar de Mármara. Durante la época bizantina, la zona se conocía como Hagios Demetrios en griego.
Con la construcción del ferrocarril en los últimos años del Imperio otomano, en 1871, se destruyó parte de las murallas de Sarayburnu, aunque se conserva intacta en otras partes, sobre todo cerca del Palacio de Topkapı. El Parque de Gülhane se encuentra junto al Palacio.